# Ardro pod Velikim Trnom
Ardro pod Velikim Trnom – wieś w Słowenii, w gminie Krško. W 2018 roku liczyła 39 mieszkańców.